# きょーこ先生の空想保健室
『きょーこ先生の空想保健室』（きょーこせんせいの・くうそうほけんしつ）は、NHK教育テレビジョン（NHK Eテレ）で2011年7月に4回シリーズで放送した教養・バラエティ番組である。NHK番組たまごの企画の一環として放送した。

## 概要
清純女優として知られる深田恭子がバラエティ番組のMCに挑戦するものである。番組では、深田が扮する保健室の「きょーこ先生」が、中学生から寄せられた悩みに応えるという人生相談の形式で展開する。

## 出演者
- 深田恭子
- コーチョー（声：宮崎吐夢）
- 私立恵比寿中学
- 山崎大輝
- Nobuko&Chika[1]（キュピキュピダンサーズ）
- 三好芫山（尺八演奏家）

ナレーション
- Rita-iota リタ
- 二宮優樹

## 音楽
- 「10人中何人?」　作曲：水野ノブヨシ　振付：續いくえ　唄：私立恵比寿中学
- 「京都慕情」　振付：彩木エリ

## スタッフ
- 脚本：丸山博久
- 構成：藤巻賢士、長谷川大輔、井上真邦
- 演出：ウエダダイスケ
- 取材：清水政宏
- 技術：大畑正人
- 映像技術：武村吉雄
- 撮影：坂本聡
- 映像デザイン：石橋義正、フナビキアキ
- CG制作：永見康明
- 着ぐるみ制作：JIRO
- イラスト制作：カズモトトモミ
- 音響効果：磯川浩己
- 編曲：MOISTURE
- リサーチ協力：青山学院大学総合文化政策学部、バズマーケティングラボ
- プロデューサー：井口高志、杉山豊
- 制作統括：高瀬雅之、中澤俊哉、松本憲治
- 制作：NHKエデュケーショナル
- 制作協力：電通、ホリプロ
- 制作・著作：NHK

## 放送日
※放送時間はJST
- 本放送：2011年7月11日 - 7月14日 18:55-19:25
- 再放送：2011年8月8日 - 8月11日 24:55-25:25